# Hieracium arlbergense
Hieracium arlbergense es una especie de planta con flor del género Hieracium, de la familia Asteraceae, orden Asterales.

## Distribución
Hieracium arlbergense se distribuye por Austria.

## Taxonomía
Fue descrita científicamente por Evers ex J. Murr. Fue publicada en Allgem. Bot. Zeitschr., Beih. 1: 3, Nom. Nud.